# Gabriel III (patriarcha Konstantynopola)
Gabriel III, gr. Γαβριήλ Γ΄ (zm. 25 października 1707 w Konstantynopolu) – ekumeniczny patriarcha Konstantynopola w latach 1702–1707.

## Życiorys
Gabriel urodził się w Smyrnie. W 1688 r. został metropolitą Chalcedonu. 29 sierpnia 1702 został wybrany patriarchą Konstantynopola. Panował aż do śmierci. Zmarł w Konstantynopolu w dniu 25 października 1707 r.